# Love poem (EP)
《Love poem》(러브 포엠)은 대한민국의 가수 아이유의 다섯 번째 미니 음반으로, 2019년 11월 18일에 카카오엠을 통하여 발매되었다. 타이틀곡은 〈Blueming〉(블루밍)과 〈Love poem〉(러브 포엠)이다.

## 발매 과정
아이유는 2019년 3월 2일 롯데제과가 주최한 가나초콜릿 팬미팅에서, 새로 준비 중인 음반에 실릴 곡들이 무척 만족스러워 팬들이 기대해도 좋겠다고 말하였다. 또한, 2019년 10월 《데이즈드》와의 인터뷰에서 준비 중인 다음 음반이 거의 완성되었다고 밝히면서, 사랑을 키워드로 하는 이번 음반에는 《호텔 델루나》로부터 영향을 받은 곡, 10대 시절에 자신이 보여 주었던 판타지적 요소를 포함한 곡, 편하게 들을 만한 곡 등이 수록되었다고 하였다.
2019년 10월 11일, 아이유 측은 공식 SNS를 통하여 아이유가 다섯 번째 미니 음반 《Love poem》을 발매할 예정임을 알리면서, 머리카락을 푸른색으로 물들인 아이유의 사진을 공개하였다. 이어 10월 14일, 컴백 일정표가 공개되었다. 일정표에는 10월 29일에 무언가를 선공개하는 계획이 포함되었으며, 발매 일자는 11월 1일로 정해졌다. 그러나 아이유와 절친한 친구였던 설리가 10월 14일 사망하면서, 컴백 일정도 연기될 것임이 10월 15일에 알려졌다.
10월 29일, 아이유 측은 음반명과 동명인 수록곡 〈Love poem〉을 11월 1일에 선공개한다고 밝히면서, 아이유가 정면을 응시하고 있는 〈Love poem〉의 티저 사진을 공개하였다. 이튿날인 10월 30일에는 푸른색 머리를 한 아이유가 꽃이 만발한 화원에 앉아 있는 사진과 함께 〈Love poem〉의 가사 일부가 공개되었고, 10월 31일에는 〈Love poem〉의 티저 영상이 공개되었다. 〈Love poem〉은 11월 1일 오후 6시에 정식으로 발매되었다.
11월 4일, 아이유 측은 컴백 일자를 11월 18일로 확정하면서, 〈그 사람〉의 티저 영상을 공개하였다. 11월 11일, 〈너랑 나〉의 후속곡으로 알려진 〈시간의 바깥〉의 티저 영상이 공개되었다. 영상에는 〈너랑 나〉의 뮤직 비디오에 등장하였던 이현우와 각종 소품이 그대로 등장하였다. 이어 11월 13일에는 〈unlucky〉의 가사 티저 사진이, 11월 15일에는 메신저를 주고받는 듯한 형태의 〈Blueming〉 티저가 공개되었다. 마지막으로 음원 공개 당일인 11월 18일 자정, 〈Blueming〉의 티저 영상이 공개되었다.

## 평가
이즘의 황선업은 이 음반을 아이유가 주연이었던 2019년 영화 《페르소나》에 비유하면서, 음반은 아이유의 여섯 가지 자아를 보여 주는 서로 다른 장르의 여섯 곡으로 구성되어 있다고 말하였다. 그는 청자가 이 음반을 들을 때 아이유가 직접 쓴 음반 해설을 참조하면서 각 곡에서 각자에게 맞는 의미를 찾게 되고, 이를 확인하기 위하여 다시 음반을 들으면서 점차 몰입하게 된다는 점에 주목하며, 아이유가 청자가 음반을 능동적으로 듣도록 이끌고 음악이 ‘문학 작품’이 될 수 있다는 것을 상기시켰다는 점을 높이 평가하였다. 블루스 풍의 새로운 시도가 담긴 〈그 사람〉, 디스토션과 퍼커션으로 만개하듯 한 사랑을 표현한 〈Blueming〉, 판타지적 세계를 구현한 〈시간의 바깥〉, 이별을 담아낸 〈자장가〉 등 전 곡을 추천하였다.
이즘의 김도헌은 《Modern Times》, 《꽃갈피》, 〈스물셋〉을 거쳐오면서 성장한 아이유가 《Love poem》에서 '자아를 과감히 확장'한다고 밝혔다. 그는 '사랑'이라는 주제로 일관되는 여섯 곡의 곡이 아이유 자신과 그를 사랑하는 모든 사람을 품어 준다고 평가하였다.
아이즈의 김리은은 《Love poem》에서 아이유가 〈스물셋〉이나 《Palette》에서처럼 자신을 표현하는 것을 배제한 대신 사랑의 보편적인 다양한 형태를 시(詩)의 형식으로 표현하였다고 하였다. 〈시간의 바깥〉에서는 두 사람, 또는 〈너랑 나〉와의 8년의 시간을 뛰어넘어 두 자아가 합일되는 과정을 서사적인 가사와 뮤지컬처럼 극적인 음악으로 보여 주고, 〈Love poem〉에서는 감정을 절제한 보컬을 배경화함으로써 소중한 사람을 위로하는 가사를 조심스럽게 전달하는 한편, 〈Blueming〉에서는 사랑에 빠진 심리를 경쾌한 분위기로 표현하는 등, 곡마다 스타일과 완성도를 달리함으로써 ‘가사가 메시지에 함축한 감정의 정도를 음악에 그대로 반영’하는 효과를 거둔다고 평가하였다.

## 수록곡
| #            | 제목            | 작사         | 작곡                                          | 재생 시간 |
| ------------ | --------------- | ------------ | --------------------------------------------- | --------- |
| 1.           | 〈unlucky〉     | 아이유       | 제휘 (편곡: 제휘)                             | 3:51      |
| 2.           | 〈그 사람〉     | 아이유       | 아이유 (편곡: 적재)                           | 3:51      |
| 3.           | 〈Blueming〉    | 아이유       | 이종훈, 이채규, 아이유 (편곡: 이종훈, 이채규) | 3:37      |
| 4.           | 〈시간의 바깥〉 | 아이유       | 이민수 (편곡: 이민수)                         | 5:00      |
| 5.           | 〈자장가〉      | 아이유       | 김희원 (편곡: 홍소진)                         | 4:21      |
| 6.           | 〈Love poem〉   | 아이유       | 이종훈 (편곡: 홍소진, 적재)                   | 4:18      |
| 총 재생 시간 | 총 재생 시간    | 총 재생 시간 | 총 재생 시간                                  | 24:58     |

## 차트
| 차트 (2019)                 | 최고 순위 |
| --------------------------- | --------- |
| 대한민국 (가온 차트 ‘주간’) | 1         |
| 대한민국 (가온 차트 ‘월간’) | 3         |
| 대한민국 (가온 차트 ‘연간’) | 28        |

## 수상
- 〈Love poem〉 - 2020년 제9회 가온차트 뮤직 어워즈 올해의 가수상 음원[21]

### 음악 방송
| 프로그램             | 날짜             |
| -------------------- | ---------------- |
| MBC 《쇼! 음악중심》 | 2019년 11월 16일 |
| MBC 《쇼! 음악중심》 | 2019년 11월 23일 |
| SBS 《인기가요》     | 2019년 11월 17일 |
| KBS2 《뮤직뱅크》    | 2019년 11월 29일 |

| 프로그램             | 날짜             |
| -------------------- | ---------------- |
| SBS 《인기가요》     | 2019년 12월 1일  |
| SBS 《인기가요》     | 2019년 12월 8일  |
| SBS 《인기가요》     | 2019년 12월 15일 |
| KBS2 《뮤직뱅크》    | 2019년 12월 20일 |
| KBS2 《뮤직뱅크》    | 2019년 12월 27일 |
| MBC 《쇼! 음악중심》 | 2019년 12월 21일 |